# 黄珣
黄珣（1438年—1514年），字廷玺，号碧山，又号梅川，浙江绍兴府余姚县（今余姚市）人，明朝大臣。

## 生平
成化七年（1471年），黄珣高中辛卯科解元，成化十七年（1481年）登辛丑科一甲第二名进士（榜眼），授翰林院编修，狀元為餘姚同鄉王華。历升侍讲、右春坊谕德、南国子监司业，升祭酒。不久因母喪去職，孝宗念及經筵舊臣，特遣人營葬祭。黃珣丁憂結束後，出任北國子監祭酒。弘治十八年，升南京吏部右侍郎。正德二年（1507年），晋南京吏部尚书。
正德年間，權璫劉瑾專權，勞民傷財，黃珣與林瀚上奏時政十二事，得罪劉瑾，結果黃珣被勒令致仕。劉瑾想到謝遷與黃珣同鄉，對餘姚人恨之入骨，將燕京的餘姚籍官員全部調到外地，一個也不留。正德九年（1514年）八月，黃珣卒於家，朝廷赐祭葬，赠太子少保。嘉靖初追谥文僖。

## 著作
著有《纷纷论稿》、《惕斋稿》、《东山文集》、《素庵诗集》等。 